# Symphyloxiphus impigra
Symphyloxiphus impigra är en insektsart som beskrevs av Otte, D. 2006. Symphyloxiphus impigra ingår i släktet Symphyloxiphus och familjen syrsor. Inga underarter finns listade i Catalogue of Life.